# Хермина Ройс
Хермина фон Ройс (на немски: Hermine, Prinzessin Reuß ältere Linie, * 17 декември 1887, Грайц, † 7 август 1947, Франкфурт на Одер) е като вдовица принцеса фон Шьонайх-Каролат (Prinzessin von Schoenaich-Carolath) втората съпруга на последния германски кайзер Вилхелм II в заточение в Доорн в Нидерландия.

## Биография

### Произход
Тя е четвъртата дъщеря на княз Хайнрих XXII от Ройс стара линия (1846 – 1902), и на княгиня Ида (1852 – 1891), родена принцеса цу Шаумбург-Липе, дъщеря на княз Адолф I Георг цу Шаумбург-Липе.

### Принцеса фон Шьонайх-Каролат
Принцеса Хермина Ройс се омъжва на 7 януари 1907 г. за принц Йохан Георг фон Шьонайх-Каролат (1873 – 1920) в Силезия. С него тя има пет деца. Йохан Георг умира през 1920 г. от туберкулоза.

### „Кайзерин“ Хермина
На 5 ноември 1922 г. вдовицата Хермина се омъжва за вдовеца бившия германски кайзер Вилхелм II (1859 – 1941).
През 1931 и 1932 г. Херман Гьоринг ги посещава два пъти в Доорн и се ангажира да въведе отново монархията. Тя приветства идването на власт на Адолф Хитлер.
След смъртта на Вилхелм II през 1941 г. Хермина се връща обратно в двореца си в Забор (в днешна Полша), бяга през 1945 г. след края на войната при сестра си Ида (1891 – 1977) в Росла в Харц. След нейното арестуване от съветските окупатори тя живее под наблюдение във Франкфурт на Одер.

### Смърт
Тя умира от сърце през 1947 г. и е погребана в стария храм в парка Сансуси в Потсдам. Нейното желание да бъде погребана в саркофаг до кайзер Вилхелм II в мавзолея в Доорн не се изпълнява.